# 米伦科·托皮奇
米伦科·托皮奇（羅馬化：Milenko Topić，1969年3月6日—），塞尔维亚男子篮球运动员。他曾代表南联盟参加1996年夏季奥林匹克运动会篮球比赛，获得一枚银牌。他也曾获1998年国际篮联世界锦标赛冠军。